# Das ist los
Das ist los ist das 16. Studioalbum von Herbert Grönemeyer. Es erschien am 24. März 2023 bei Grönland Records und Vertigo Berlin/Universal.

## Entstehung
Das Album wurde erneut mit Alex Silva in den British Grove Studios (Chiswick, London) sowie den Hansa Studios (Berlin) aufgenommen.

## Titelliste
1. Deine Hand – 3:36
2. Das ist los – 3:06
3. Herzhaft – 3:51
4. Tau – 2:41
5. Genie – 4:16
6. Der Schlüssel – 3:43
7. Angstfrei (in der Unruhe liegt die Kraft) – 3:25
8. Urverlust – 3:40
9. Eleganz – 3:43
10. Oh Oh Oh – 3:29
11. Eine Tonne Blei – 3:18
12. Behutsam – 3:53
13. Turmhoch – 3:12
14. Angstfrei (in der Unruhe liegt die Kraft) – Alternative Version – 3:35 (nur auf der CD)

## Rezensionen
Alex Klug vergab bei Laut.de drei von fünf Sternen und resümierte in seiner mit „Optimismus mit dem Vorschlaghammer“ betitelten Rezension: „Gerade im Vergleich zu Tumult liefert Grönemeyer 2023 weniger Hits, aber auch deutlich weniger Filler – weg vom zeitgenössischen Dauernd jetzt-Pop, hin zum fragezeichenbehafteten Mikrokosmos. Vielleicht braucht es die aber ja auch gar nicht. Denn wie Herbert in Eleganz rät: ‚Such in deinem Leben nicht dauernd Sinn.‘ Nützt ja dieser Tage eh nichts.“

## Kommerzieller Erfolg

### Chartplatzierungen
Das ist los stieg am 31. März 2023 auf Rang zwei der deutschen Albumcharts ein, was zugleich die beste Neuplatzierung darstellte. Es musste sich lediglich Memento Mori von Depeche Mode geschlagen geben. Nach elf deutschsprachigen Studioalben in Folge, ist es das erste, das es in Deutschland nicht an die Chartspitze schaffte. Letztmals schaffte es Gemischte Gefühle (1983) nicht auf Rang eins. Obwohl es das Album nicht an die Chartspitze schaffte, war es für zwei Wochen (31. März bis 13. April 2023) das erfolgreichste deutschsprachige Album in den Charts. Grönemeyer erreichte damit zum 15. Mal die Spitze der deutschsprachigen Albumcharts. Darüber hinaus erreichte das Album ebenfalls Rang zwei der Downloadcharts, wo es sich auch Memento Mori geschlagen geben musste sowie Rang fünf der Vinylcharts. In den Albumcharts avancierte Das ist los zum 22. Chartalbum für Grönemeyer sowie zum 17. Top-10-Album.
In Österreich stieg das Album am 4. April 2023 auf Rang zwei ein und musste sich auch zunächst Memento Mori geschlagen geben. In der Folgewoche erreichte es jedoch die Chartspitze und wurde zu Grönemeyers elftem Nummer-eins-Album in Österreich. In der Schweiz stieg das Album am 2. April 2023 auf Rang drei ein und wurde zu Grönemeyers 13. Top-10-Album. Hier musste sich das Album Abentüür Zauberzirkus (Schwiizergoofe) und dem Spitzenreiter Memento Mori geschlagen geben.
| ChartsChartplatzierungen | Höchstplatzierung | Wochen |
| ------------------------ | ----------------- | ------ |
| Deutschland (GfK)        | 2 (28 Wo.)        | 28     |
| Österreich (Ö3)          | 1 (11 Wo.)        | 11     |
| Schweiz (IFPI)           | 3 (14 Wo.)        | 14     |

| ChartsJahrescharts (2023) | Platzierung |
| ------------------------- | ----------- |
| Deutschland (GfK)         | 6           |
| Österreich (Ö3)           | 38          |
| Schweiz (IFPI)            | 40          |

### Auszeichnungen für Musikverkäufe
| Land/Region        | Auszeichnungen für Musikverkäufe (Land/Region, Auszeichnung, Verkäufe) | Verkäufe |
| ------------------ | ---------------------------------------------------------------------- | -------- |
| Deutschland (BVMI) | Gold                                                                   | 100.000  |
| Insgesamt          | 1× Gold ·                                                              | 100.000  |